# Myrmephytum naumannii
Myrmephytum naumannii là một loài thực vật có hoa trong họ Thiến thảo. Loài này được (Warb.) Huxley & Jebb mô tả khoa học đầu tiên năm 1991.